# Гроссо, Реми
Реми Гроссо (фр. Rémy Grosso, родился 4 декабря 1988 года в Лионе) — французский регбист, выступавший на позиции винга. Известен по выступлениям за клубы «Лион», «Кастр» и «Клермон».

## Биография

### Клубная карьера
На клубном уровне выступал за «Лион» до 2013 года, выйдя с ним в Топ-14 в сезоне 2010/2011. Клуб, однако, не удержался в Топ-14 и вылетел в следующем же сезоне, а в сезоне 2012/2013 не попал даже в утешительный турнир за вторую путёвку в Топ-14. Позже Гроссо перешёл в «Кастр», с которым вышел в финал чемпионата Франции 2013/2014. В октябре 2016 года объявил о том, что с июля следующего года будет выступать за «Клермон Овернь», однако фактически игроком стал с февраля 2017 года в качестве резервиста на случай травмы Уэсли Фофана. Он стал чемпионом в составе «Клермона» в сезоне 2016/2017.
В сезоне 2018/2019 в составе «Клермона» Гроссо стал финалистом чемпионата Франции и взял Европейский кубок вызова. В августе 2020 года вернулся в «Лион», отыграв всего 4 матча в чемпионате Франции. 5 июня 2021 года объявил о завершении игровой карьеры.

### Карьера в сборной
В сборной Франции он провёл всего 5 официальных тест-матчей, дебютировав 1 октября 2015 года в третьем матче группового этапа против Канады на чемпионате мира в Англии: его экстренно дозаявили в сборную вместо травмированного Йоанна Юже. Вышедший в стартовом составе Гроссо занёс попытку, которая помогла французам одержать победу со счётом 41:18.
Вторую попытку он занёс 9 июня 2018 года в тест-матче на стадионе «Иден Парк» против Новой Зеландии в рамках французского турне (поражение 11:52), эта же игра стала для него 5-й и последней за сборную. Тем не менее, в сезоне 2018/2019 Гроссо был включён в заявку сборной Франции из 40 человек, которая прошла обучение в Национальном центре регби в Маркусси с 5 по 12 июля 2018 года.
Помимо этого, в 2015 году Гроссо сыграл 12 матчей за сборную Франции на чемпионате Европы по регби-7, проходившем в три этапа: он набрал на первых двух этапах (Москва и Лион) 60 очков. В третьем этапе в Эксетере он не участвовал из-за грыжи. Французская сборная тот чемпионат выиграла: в одной команде с Гроссо выступали Фульганс Удраго, Марвин О’Коннор и Ромен Марсьяль.

## Достижения

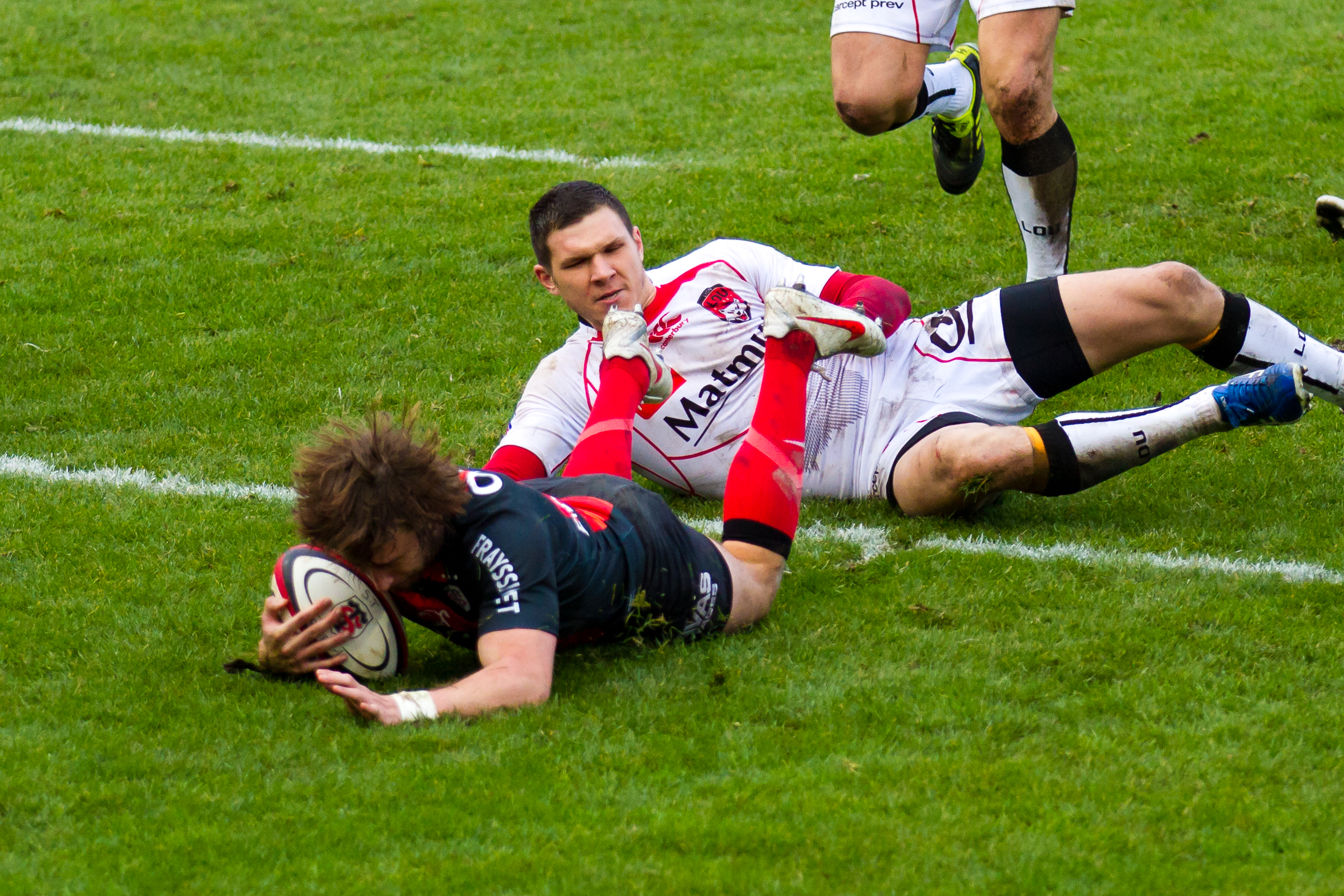
Матч «Тулуза» — «Лион» 7 января 2012 года: Максим Медар уходит от Реми Гроссо и заносит попытку

Лион
- Победитель Про Д2: 2010/2011[фр.]

Клермон
- Чемпион Франции: 2016/2017[фр.]
- Вице-чемпион Франции: 2018/2019[фр.]
- Обладатель Европейского кубка вызова: 2018/2019[фр.]

Кастр
- Вице-чемпион Франции: 2013/2014[фр.]